# 深谷圭助
深谷 圭助（ふかや けいすけ、1965年9月9日 - ）は、日本の教育者、教育学者、博士（教育学）。中部大学教授。
「辞書引き学習法」の提唱者。ベネッセコーポレーション辞典企画アドバイザー。小学館国語辞典編集委員。非営利活動法人こども・ことば研究所理事長。

## 来歴
愛知県刈谷市出身。愛知教育大学教育学部小学校課程社会科卒業、名古屋大学大学院教育発達科学研究科博士課程修了。
愛知県刈谷市立亀城小学校教諭時代、学び方研究に取り組み、付箋を活用した「辞書引き学習法」を勧める。
刈谷市立刈谷南中学校教諭を経て、2005年4月、立命館小学校設置準備室に赴任し、2006年4月に立命館小学校教頭。2008年4月より2010年3月まで立命館小学校校長。2010年4月、中部大学現代教育学部准教授。2014年1月、非営利活動法人こども・ことば研究所理事長就任。2015年4月より中部大学現代教育学部教授。

## 「辞書引き学習法」
「辞書引き学習法」とは、主に「国語辞典」を活用して学ぶ学習法と「漢字辞典」を活用して学ぶ学習法をさす。
国語辞典を活用する「辞書引き学習法」は、かな文字を習い始める小学校1年生から国語辞典を与えることで、日常生活における疑問や、子どもの生活上で登場するものやことを調べさせ、自ら学ぶ態度や自ら学ぶ学び方を習得させようとする学習法である。
また、漢字辞典を活用する「辞書引き学習法」は、漢字を習い始める小学校1年生から漢字辞典を与えることで、漢字の部首に着目して、漢字を調べたり、系統的に覚える学び方を習得させ、自ら漢字を興味を持って学ぶ態度や漢字を読み書きする力をつける学習法である。
「辞書引き学習法」は、辞書で調べた言葉を付箋紙に書き込み、辞書にはさむというプロセスに特徴があり、小学校1年生の児童でも、数千枚の付箋を辞書にはさむようになる。
従来、学習指導要領上では、小学校3〜4年生からの指導することとなっていた辞典指導を小学校1年生から、しかも文字を教えるタイミングと同時に導入するというあまり例のない指導法であったが、『7歳から「辞書」を引いて頭をきたえる』（すばる舎）の刊行以来、全国各地で、小学校低学年からの辞書指導を行う小学校、塾、家庭などがあらわれるようになった。

## 著書

### 書籍
- 小学校1年生で国語辞典を使えるようにする30の方法（明治図書出版、1998年）
- 7歳から『辞書』を引いて頭をきたえる（すばる舎、2006年）
- 立命館小学校メソッド（宝島社、2006年）
- 考える力がつく子ども地図帳〈日本〉（草思社、2006年）
- 考える力がつく子ども地図帳（世界）（草思社、2007年）
- 辞典・資料がよくわかる事典（PHP研究所　2007年）
- なぜ辞書を引かせると子どもは伸びるのか（宝島社、2008年）
- チャレンジ辞書引き道場「はじめての辞書引きワーク」（ベネッセコーポレーション、2008年）
- 深谷式辞書引きガイドブック（小学館、2009年）
- 知識が増える辞書引き術（フレーベル館、2010年）
- 深谷式辞書・図鑑活用術（小学館、2010年）
- 読解力を劇的に伸ばす 大人の「思考ノート」のつくり方（宝島社、2010年）
- 学ぶ力がぐんぐん伸びる!辞書引き術とノート術（フレーベル館、2010年）
- なかまことば えじてん（学研プラス、2011年）
- 日本語力アップ！深谷式辞書引き 1 身近なことば（汐文社、2011年）
- 日本語力アップ！深谷式辞書引き 2 いろいろなことば（汐文社、2011年）
- 日本語力アップ！深谷式辞書引き 3 教科書に出てくることば（汐文社、2011年）
- 近代日本における自学主義教育の研究（三省堂、2011年）
- 辞書+αで学ぶ 小学 ことわざ・四字熟語新辞典 （増進堂・受験研究社、2012年）
- 辞書引き学習で子どもが見る見る変わる（小学館、2013年）
- 小学自由自在Pocket ことわざ・四字熟語: 辞書+αで学ぶ（増進堂・受験研究社、2013年）
- チャレンジ辞書引き道場「はじめての辞書引きワーク」国語辞典編（ベネッセコーポレーション、2013年）
- マンガ+解説で覚える！百人一首新事典（増進堂・受験研究社、2014年）
- 6歳になったら くもんの辞書引きれんしゅう シールブック（くもん出版、2014年）
- ドラえもんの学習シリーズ ことばの力がつく辞書引き学習（小学館、2014年）
- これってどうちがうの!? 1 身近なもののちがい（フレーベル館、2014年）
- これってどうちがうの!? 2 社会のなかのちがい（フレーベル館、2015年）
- これってどうちがうの!? 3 自然や科学のちがい（フレーベル館、2015年）
- 角川ことばえじてん（角川学芸出版、2015年）
- 辞書引き学習が自分でできる!（宝島社、2015年）
- ぜったい国語がすきになる！（フレーベル館、2017年）
- ドラえもん 5分でドラ語り ことわざひみつ話（小学館、2017年）
- ドラえもん 5分でドラ語り 四字熟語ひみつ話（小学館、2017年）
- ことばの基礎をたのしく学ぶ！深谷式天才こども国語パズル1・2年生（池田書店、2018年）
- ドラえもん 5分でドラ語り 故事成語ひみつ話（小学館、2018年）
- ことばの力がぐんぐん伸びる！深谷式天才こども国語パズル3・4年生（池田書店、2018年）
- ストーリーマンガで楽しく身につく！ことわざ大百科（成美堂出版、2018年）
- 小学校6年生までに必要な語彙力が1冊でしっかり身につく本（かんき出版、2018年）
- たのしくことばが身につく！なぞなぞ1000（池田書店、2018年）
- 見てわかる・おぼえる・使える！四字熟語キャラクター図鑑（日本図書センター、2018年）
- 見てわかる・おぼえる・使える！ことわざキャラクター図鑑（日本図書センター、2018年）
- 見てわかる・おぼえる・使える！故事成語キャラクター図鑑（日本図書センター、2019年）
- 見てわかる・おぼえる・使える！慣用句キャラクター図鑑（日本図書センター、2019年）
- にゃんこでおぼえる 小学生ことわざ写真辞典（東京書店、2019年）
- ストーリーマンガで楽しく身につく！四字熟語大百科（成美堂出版、2019年）
- もう投げ出さない！続けるチカラ（日本図書センター、2020年）
- まんがことわざ事典（金の星社 、2020年）
- まんが慣用句事典（金の星社 、2020年）
- まんが故事成語事典（金の星社 、2020年）
- まんが四字熟語事典（金の星社 、2020年）
- コウペンちゃんといっしょに学ぶ 小学生のことわざ・慣用句（KADOKAWA、2020年）
- コウペンちゃんといっしょに学ぶ 小学生の四字熟語（KADOKAWA、2020年）
- 子どもの学力が劇的に伸びていく！1年生になったら「紙の辞書」を与えなさい（大和書房、2020年）
- 子どもが自ら考え、動き出す 学ぶ環境のつくり方（PHP研究所、2020年）
- ストーリーマンガで楽しく身につく！慣用句大百科（成美堂出版、2020年）
- ことばの力がどんどん身につく! クロスワードパズル 小学4・5・6年生（日東書院本社、2020年）
- 中学 自由自在 社会 基礎から難関校受験まで（増進堂・受験研究社、2021年）
- ストーリーマンガで楽しく身につく！ことば大百科（成美堂出版、2021年）
- ドラえもん探究ワールド 知ってる？名前のひみつ（小学館、2021年）

### ドリル等
- 辞書引き学習自学ドリル（国語辞典編）（MCプレス、2007年）
- 辞書引き学習自学ドリル（漢字辞典編）（MCプレス、2007年）
- 辞書引き学習自学ドリル（漢字辞典編2）（MCプレス、2007年）
- 国語脳ドリル 辞書引き王（学研、2007年）
- 今の日本が見えてくる深谷式おとなの地理ドリル（宝島社、2007年）
- 自習ドリル 辞書引き名人 小学1年~4年生（PHP研究所、2009年）
- 自習ドリル 辞書引き名人 小学5年~6年生（PHP研究所、2009年）
- 深谷式名作辞書引きドリル 小学3・4年生 上巻（幻冬舎、2010年）
- 深谷式名作辞書引きドリル 小学3・4年生 下巻（幻冬舎、2010年）
- 深谷式はじめての名作辞書引きドリル 小学1・2年生（幻冬舎、2010年）
- 入学準備深谷式辞書引きドリル かんじ（ひかりのくに、2010年）
- 入学準備深谷式自学力ドリル けいさん（ひかりのくに、2010年）
- 入学準備深谷式自学力ドリル さんすう（ひかりのくに、2010年）
- 入学準備深谷式辞書引きドリル こくご（ひかりのくに、2010年）
- 深谷式名作辞書引きドリル 小学3・4年生 改訂版（幻冬舎、2011年）
- パズルでたのしく学べる！小学生の重要語句クロスワード（池田書店、2013年）
- たのしく勉強できる！小学生の重要語句クロスワード 1・2・3年生（池田書店、2013年）
- パズルで学力アップ！小学生の重要語句クロスワード 4・5・6年生（池田書店、2013年）
- 小学生の重要語句クロスワード ことわざ・慣用句（池田書店、2014年）
- 小学生の重要語句クロスワード 四字熟語（池田書店、2014年）
- 小学生の重要語句クロスワード 漢字 1・2・3年生（池田書店、2014年）
- 小学生の重要語句クロスワード 漢字 4・5・6年生（池田書店、2014年）
- 深谷式 学年別必修基本語7700 「ことばプリント」小学1・2年生（小学館、2014年）
- 深谷式 学年別必修基本語7700 「ことばプリント」小学3・4年生（小学館、2014年）
- 深谷式 学年別必修基本語7700 「ことばプリント」小学5・6年生（小学館、2014年）
- 自由自在 賢くなるクロスワード 小学初級 1～3年（増進堂・受験研究社、2015年）
- 自由自在 賢くなるクロスワード 小学中級 2～4年（増進堂・受験研究社、2015年）
- 自由自在 賢くなるクロスワード 小学上級 4～6年（増進堂・受験研究社、2015年）
- 小学生の重要語句クロスワード 英語（池田書店、2015年）
- 小学生の重要語句クロスワード 百人一首（池田書店、2015年）
- 小学生が知っておきたい必修単語クロスワード 1・2・3年生（池田書店、2015年）
- 小学生の重要語句クロスワード1・2年生（池田書店、2016年）
- 親子で学べる!カピバラさんドリル 小学1年のかん字（かんき出版、2016年）
- 親子で学べる!カピバラさんドリル 小学2年のかん字（かんき出版、2016年）
- 自由自在 賢くなるクロスワード ことば力 小学初級 1～3年（増進堂・受験研究社、2016年）
- 自由自在 賢くなるクロスワード ことば力 小学中級 2～4年（増進堂・受験研究社、2016年）
- 自由自在 賢くなるクロスワード ことば力 小学上級 4～6年（増進堂・受験研究社、2016年）
- パズルで学ぶ！小学生でおぼえたい 重要単語クロスワード1・2年生（世界文化社、2016年）
- 小学生の教科書パズル 1・2年生 海ぞく団の宝さがし（池田書店、2016年）
- 自由自在 賢くなるクロスワード 日本の歴史 小学3～6年（増進堂・受験研究社、2016年）
- 自由自在 賢くなるクロスワード ことわざ・四字熟語 小学初級 1～3年（増進堂・受験研究社、2017年）
- 自由自在 賢くなるクロスワード ことわざ・四字熟語 小学中級 2～4年（増進堂・受験研究社、2017年）
- 自由自在 賢くなるクロスワード ことわざ・四字熟語 小学上級 4～6年（増進堂・受験研究社、2017年）
- 自由自在 賢くなるクロスワード なぜ？？？？に答える 小学初級（増進堂・受験研究社、2017年）
- 自由自在 賢くなるクロスワード なぜ？に答える 小学中級（増進堂・受験研究社、2017年）
- 自由自在 賢くなるクロスワード なぜ？に答える 小学上級（増進堂・受験研究社、2017年）
- 大人の国語 やりなおしドリル（笠倉出版社、2018年）
- 1日1枚で考える力が身につく 小学3年生からはじめる！語彙力強化ドリル1600（星雲社、2018年）
- 学力がアップする「語彙力」が身につく！ことばプリント 小学1・2年生（小学館、2019年）
- 学力がアップする「語彙力」が身につく！ことばプリント 小学3・4年生（小学館、2019年）
- 学力がアップする「語彙力」が身につく！ことばプリント 小学5・6年生（小学館、2019年）
- ことばの力がどんどん身につく! クロスワードパズル 小学1・2・3年生（日東書院本社、2020年）
- ことばの力がどんどん身につく! クロスワードパズル 小学4・5・6年生（日東書院本社、2020年）

### 辞典
- 例解学習国語辞典（第10版）[1]（小学館、2014年）
- 例解学習漢字辞典（第8版）[1]（小学館、2014年）